# ویلار دل کمپو
ویلار دل کمپو (به اسپانیایی: Villar del Campo) یک دهستان در اسپانیا است که در استان سریا واقع شده‌است.

## خصوصیات
ویلار دل کمپو ۲۵ کیلومترمربع مساحت و ۳۵ نفر جمعیت دارد.